# ビリー・トラヴィス
ゲーリー・K・トラヴィス（Gary K. Travis、1961年8月3日 - 2002年11月23日 ）は、アメリカ合衆国のプロレスラーでケンタッキー州出身。ビリー・トラヴィス（Billy Travis）のリングネームで知られている。1998年に引退し、2002年11月に心臓病で死去している。

## 獲得タイトル
Americas Wrestling Federation
- AWFジュニアヘビー級 : 2回

Continental Wrestling Association
- AWA南部タッグチーム王座 : 4回（w / ジェフ・ジャレット×3、マーク・スター）
- CWAタッグチーム王座 : 3回（w / スコット・スタイナー×2、アクション・ジャクソン）

Power Pro Wrestling
- PPWタッグチーム王座 : 1回（w / ブルドッグ・レインズ）

United States Wrestling Association
- USWAヘビー級王座 : 1回
- USWA世界タッグチーム王座 : 2回（w / フラッシュ・フラナガン）

World Wrestling Council
- WWCジュニアヘビー級 : 1回
- WWC世界タッグチーム王座 : 1回（w / エル・グラン・メンドーサ）